# Gentong (Paron)
Gentong is een bestuurslaag in het regentschap Ngawi van de provincie Oost-Java, Indonesië. Gentong telt 5219 inwoners (volkstelling 2010).